# Vladimir Vojnovitsj

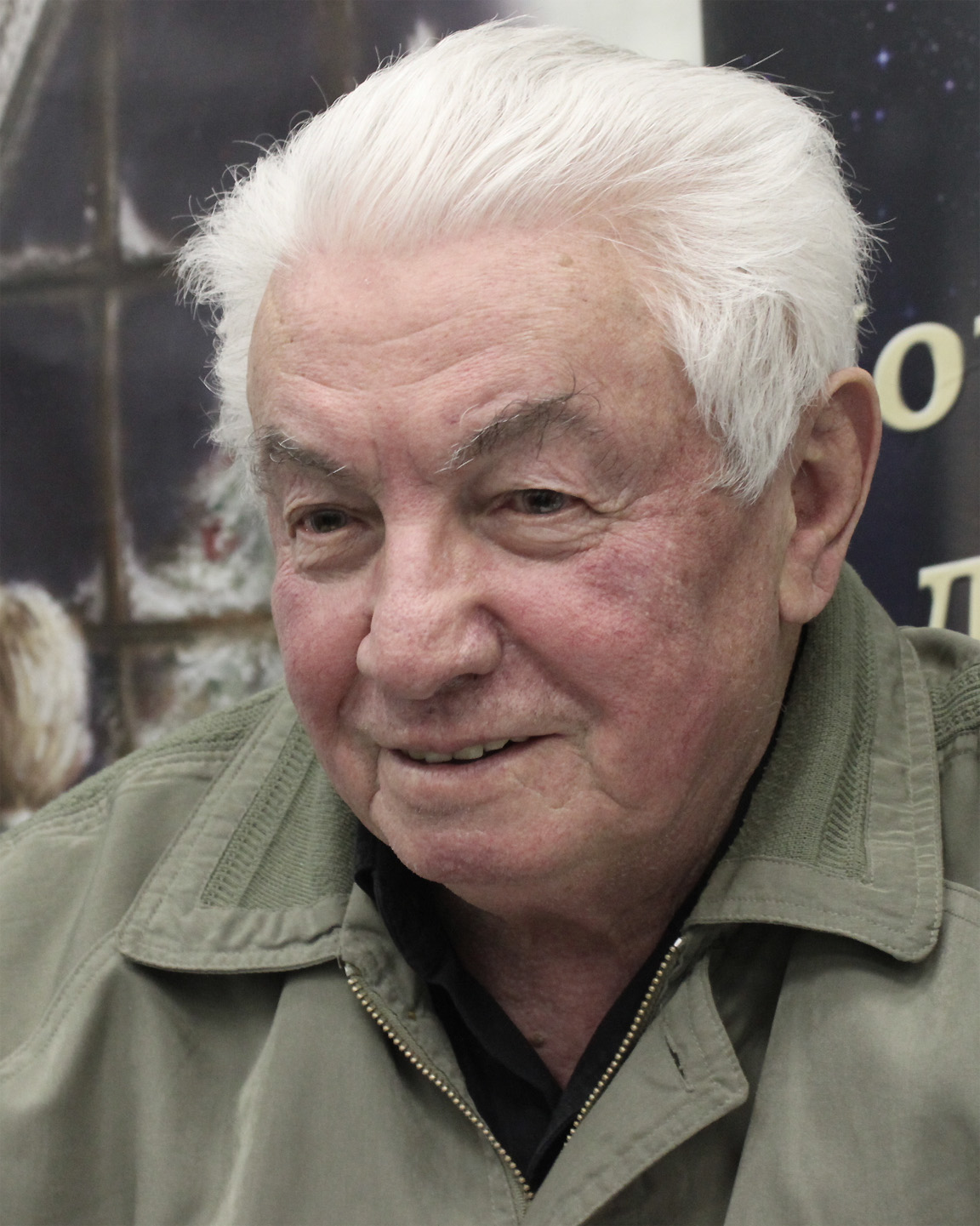
Vladimir Vojnovitsj

Vladimir Nikolajevitsj Vojnovitsj (Russisch: Владимир Николаевич Войнович) (Doesjanbe, 26 september 1932 – Moskou, 27 juli 2018) was een Russisch schrijver en Sovjet-dissident.

## Leven en werk

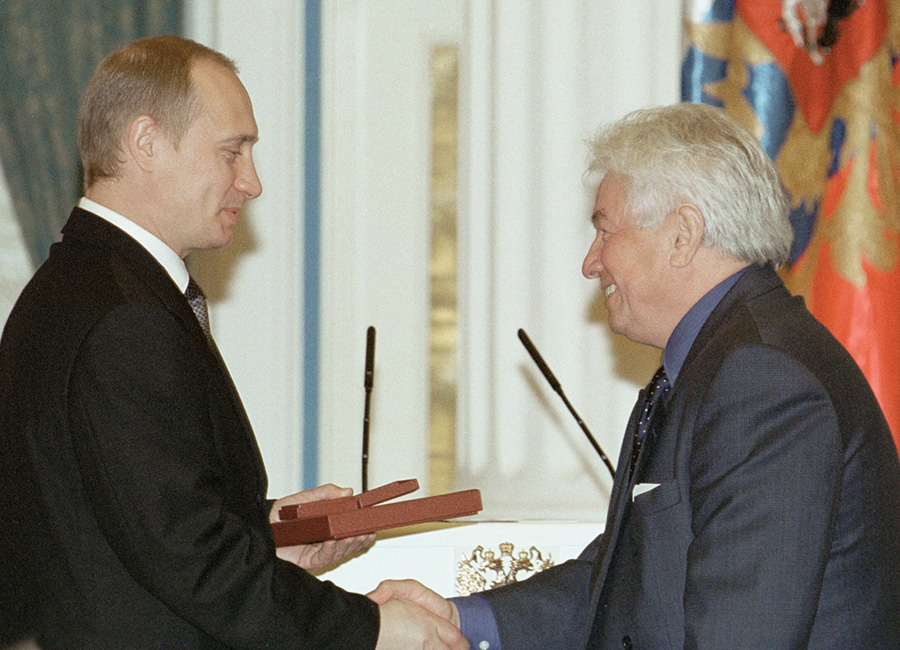
2001

Vojnovitsj is beroemd vanwege zijn satirische proza, maar heeft ook poëzie geschreven. Toen hij in het begin van de jaren 1960 voor de Moskouse radio werkte, schreef hij ook de tekst voor een kosmonautenlied, "Veertien minuten voor de start" (14 минут до старта). Tussen 1951 en 1955 diende Vojnovitsj in het leger van de Sovjet-Unie.
Zijn magnum opus, De merkwaardige lotgevallen van soldaat Tsjonkin (Жизнь и необычайные приключения солдата Ивана Чонкина), speelt zich af tijdens de Tweede Wereldoorlog en beschrijft op satirische wijze de alledaagse absurditeiten van het leven onder een totalitair regime. "Tsjonkin" is tegenwoordig een bekend personage in de Russische populaire cultuur en het boek werd verfilmd door de Tsjechische regisseur Jiří Menzel. In het werk Moskou 2042 schetst hij met veel zwarte humor een satirisch toekomstbeeld van de uitwassen van het totalitaire communistische sovjetregime diep in de 21e eeuw.
Tijdens de periode van stagnatie onder Leonid Brezjnev werd besloten Voinovitsj' werk niet meer uit te geven, maar de schrijver werd wel zeer populair in de samizdat en in het Westen. Vanwege zijn werk en zijn activiteiten binnen de mensenrechtenbeweging werd Vojnovitsj in 1974 uit de schrijversbond van de Sovjet-Unie gezet. In 1980 werd hij gedwongen naar het Westen te emigreren en vestigde hij zich in München.
Vojnovitsj werkte mee aan de uitgave van Vasili Grossmans roman Leven en Lot (Жизнь и судьба) door in het geheim door Andrej Sacharov gemaakte foto's het land uit te smokkelen.
Michail Gorbatsjov gaf Vojnovitsj in 1990 zijn Russische staatsburgerschap terug en sindsdien bezocht de schrijver zijn vaderland regelmatig. Vojnovitsj heeft vele internationale prijzen gewonnen, waaronder de Staatsprijs van de Russische Federatie en de Sacharovprijs. Sinds 1995 was hij ook actief als beeldend kunstenaar. Het werk van Vojnovitsj is inmiddels in dertig talen vertaald, waaronder het Nederlands. Zijn romans Tsjonkin en Monumentale propaganda verschenen bij uitgeverij J.M. Meulenhoff.